# Прапор Зарайська
Муніципальне утворення Зарайськ має свій прапор, сучасна його версія була ухвалена 18 лютого 2010 року

## Історія
До 2010 року Зарайськ мав прапор, основою якого було полотнище червоного кольору в центрі якого знаходився жовто-синій щит.

18 лютого 2010 року міська рада ухвалила сучасну версію герба.

## Опис
Прямокутне блакитне поле з відношенням ширини до довжини 2:3 , що відтворює в середині фігури з герба міста, виконані білим, чорним і малиновим кольором (вежу в променях вранішнього сонця).

## Обґрунтування символіки
Прапор розроблений з урахуванням герба міста Зарайська, в основі якого лежить історичний герб міста Зарайська, який був затверджений 29 березня 1779 р. (за старим стилем).
Відновлення історичного герба міста для сучасного міського поселення підкреслює історичну, культурну та геральдичну спадкоємність, нерозривний зв'язок багатьох поколінь жителів міста; показує дбайливе ставлення зарайців до своєї спадщини .
Срібло - символ чистоти, досконалості, миру і взаєморозуміння.
Блакитний колір - символ честі, благородства, духовності, піднесених устремлінь; колір безкрайнього неба і водних просторів.

## Авторська група
Реконструкція герба: Костянтин Моченов (Хімки);
художник і комп'ютерний дизайн: Оксана Афанасьєва (Москва);
обґрунтування символіки : Кирило Переходенко (Конаково).